# Armand Wasterlain
Armand Wasterlain (Anderlues, 7 juni 1878 - 25 december 1930) was een Belgisch senator en burgemeester.

## Levensloop
Beroepshalve was Wasterlain horlogemaker en juwelier.
Hij trad toe tot de Belgische Werkliedenpartij en werd gemeenteraadslid en burgemeester van Anderlues.
Op 27 augustus 1927 volgde hij de overleden Joseph Vanderick op als socialistisch senator voor het arrondissement Charleroi en oefende dit mandaat uit tot 1 februari 1928.